# Napoleonaea egertonii
Napoleonaea egertonii é uma espécie de lenhosa da família Lecythidaceae.
Pode ser encontrada nos seguintes países: Camarões, Gabão e Nigéria.
Os seus habitats naturais são: florestas subtropicais ou tropicais húmidas de baixa altitude.
Está ameaçada por perda de habitat.